# Crescent Creek (Charley River)
Der Crescent Creek (crescent englisch für „Halbmond“, creek für „kleinerer Fluss“) ist ein 54 Kilometer langer linker Nebenfluss des Charley River im Osten des US-Bundesstaats Alaska nahe der Grenze zum kanadischen Yukon-Territorium.

## Verlauf
Der Crescent Creek entspringt im Yukon-Tanana-Hochland auf einer Höhe von etwa 1370 m. Er fließt anfangs nach Norden. Nach 11 Kilometern trifft der Moraine Creek linksseitig auf den Crescent Creek. Ab Flusskilometer 30 wendet sich der Crescent Creek allmählich nach Nordosten und später nach Osten. Er mündet schließlich auf einer Höhe von 501 m in den nach Norden fließenden Mittellauf des Charley River.

## Schutzcharakter
Das 715 km² große Einzugsgebiet des Crescent Creek liegt im Schutzgebiet Yukon-Charley Rivers National Preserve. Der Crescent Creek wird gemeinsam mit seinem Nebenfluss Moraine Creek, dem Charley River und weiteren Zuflüssen des Charley River als National Wild and Scenic Rivers geführt.